# Peromyscus nasutus
Peromyscus nasutus е вид бозайник от семейство Хомякови (Cricetidae).

## Разпространение
Видът е разпространен в Мексико и САЩ (Аризона, Ню Мексико, Оклахома, Тексас и Юта).